# 江蔭香
江 蔭香（こう いんこう）は、中国清朝末期の作家。江陰香とも書かれる。筆名に夢花館主がある。

## 概要
江蔭香は、清末から民国初期にかけて活躍した作家。1908年に『九尾狐』、1931年に『莊諧筆記大観』を発表している。『白蛇伝』、『九尾狐』等の伝奇・艶情文学を著すときには「夢花館主」の号を使用した。

## 著作
- 『九尾狐』（1908年）
- 『小白』(1908年)
- 『白蛇伝前後集』（1911年）
- 『莊諧筆記大観』（1931年）
- 『詩経訳注』
- 『白娘子伝奇』
- 『白蛇全伝』
- 『雷峰塔奇伝』